# 葉憲修
葉憲修（1948年6月1日—），藝名葉啟田，現為無黨籍人士，曾為全國民主非政黨聯盟創黨人，台灣嘉義縣太保市人，台灣男歌手、前政治人物，有「寶島歌王」之稱。1964年出道，《愛拼才會贏》為其代表作，他出過50張以上的專輯，而歌曲達1,000首以上。曾任中華民國第二及第四屆立法委員。2005年末，復出並再發行新唱片《愛你未著我祝你幸福》。

## 生平

### 出生與成長
葉啟田1948年出生於嘉義市太保區水虞厝（今嘉義縣太保市南新里）。據說，出世後身體孱弱不堪，可能養不活。因阿公疼孫心切，趕緊去北港鎮北港朝天宮求媽祖保佑，身子才逐漸好轉。年幼的葉啟田家境相當窮困，父親葉荷盤年輕時做牛拖犀，終日以種五穀與水田相依為生。母親葉黃爰是傳統社會中，講求三從四德的典範婦人，待人和藹少疾言厲色。葉啟田有9個兄弟姐妹，排行老三，上有一姐一兄，下有五弟一妹。13歲那1年，有一次隨大人到嘉義市三山戲院看歌唱會。當時洪一峰、文夏、張紅等歌星，在台灣各地登台演唱。過了不久，葉啟田向村裡的伙伴和父母親透露志向。父親對葉啟田的意志堅定要北上求發展，不置可否，給葉啟田20元當出外費用。年少的葉啟田，就暫別窮鄉僻壤的水虞厝，坐台鐵北上的普通車，到了繁華的台北夜都市，展開人生的另一旅程。
心懷理想與抱負的葉啟田，來到人生地不熟的都市。起初暫住艋舺的販仔間（客棧）。清晨到中興市場幫忙攤販賣魚菜，賺一點零用錢。經過2、3個月，一來惦念家人，二來覺得無進展，就整理行李，回到故鄉水虞厝。因唱歌不成，黯然回來，此時覺得無顏見鄉親父老。雖然只經歷2、3個月他鄉的洗禮，偶爾出門，遇到長輩顯得客氣有禮貌，而倍受讚譽。返鄉後，賦閒兩個月，仍然決定再去台北闖天下。剛到時還是在艋舺過著賣魚賣菜的日子，但追求唱歌的理想志向依然未變。

### 歌壇出道
有一日，葉啟田於艋舺街上巧遇老家對面的鄉親林金清，於是每天跟隨他駕駛白花油的宣傳車，四處巡迴表演，銷售白花油。因興趣的關係，他毅然加入其巡迴團，負責唱歌。每日到菜市場、夜市當起賣唱生，過著流浪街頭的生活，以唱歌賺錢。
14歲起過著流浪街頭的生活大約2年多，仍存在想當真正歌星的念頭。於是葉啟田利用工作空檔時間，在西門町大稻埕一帶最多的戲院和歌廳，試圖尋找出人頭地的機會。15歲那年，偶然在台北車站後站商圈太原路看到文夏帶女徒弟「文夏四姐妹」從西藥房買藥出來，認為是天賜機緣，於是鼓足勇氣，趨前表白欲拜師學唱之意；文夏卻說「我無閒（我沒空）」就走了，葉啟田2、3年的期待頓時破滅，機會如雲煙飛逝而去。當初遇文夏機緣不成，但葉啟田意志堅強、並未膽寒喪志。有一天空閒，葉啟田拿1本「歌仔冊」（歌本）練歌時，發現歌仔冊印有幾位歌星的聯絡地址，於是鼓起勇氣依地址去臺北圓環邊1家書店，找到了恩師郭大誠。當時他以爽直的鄉下人真誠純摯的心直接告訴郭大誠「我想要來拜師，請老師能夠多多栽培兼提拔當歌星」，郭大誠默默釋出善意地回答「好」。
葉啟田蒙郭大誠賞識提拔，心中喜悅不可言喻。葉啟田當時備有兩首文夏的歌曲「彼個小姑娘」、「爸爸我時常想你」，哼唱給郭大誠聽；郭大誠點頭默許回應，當場教他歌唱的技巧，並逐句教導，並且要他多加練唱歌曲，且意會詞中的感情。17歲是葉啟田歌唱生涯最值得回味的一年，尊師重道的葉啟田又去接受郭大誠教導；郭大誠毫不思索，備有兩首新歌《內山姑娘》及《墓仔埔也敢去》逐句教葉啟田練唱。後來兩首歌詞曲葉啟田帶回故鄉嘉義縣重覆練唱各千次，心中直想早日灌錄唱片當歌星的理想能實現。
1964年12月，突然接到郭大誠老師的電報：「速上台北，再過幾天進錄音室」。高興之餘，葉啟田深夜坐北上的普通車，車中沿途重覆練唱。到了台北拜會老師，幾天的休息兼調養嗓子，郭大誠老師帶他到金星唱片準備錄唱。公司以為兩首新歌要由老師自作自唱，但礙於老師與別家唱片公司有合約關係，於是由他代打，就這樣與當時的良山、尤君、雅玲等三位年輕歌星同錄一張合輯。當時金星唱片老闆劉長清向郭老師建議取個藝名，就商請名電台主持人陳三雅幫他取了「啟田」藝名，「啟田」之意就是開啟田野、創造夢想。之後，葉啟田高興領得錄音酬勞新台幣四百元，回到嘉義。
不久，金星唱片正式發行葉啟田唱片專輯，葉啟田的歌聲始得以在嘉義地區的各大電台節目播放。內心莫名興奮之餘，葉啟田也買回一張自己的唱片，向親友借了1台「連唧咕」（電唱機）來播。他與玩伴及親友圍在家中大廳聽歌，完全陶醉於本身的歌聲中。當時臥病在床休養的母親，在臥房聽到了歌聲1遍又1遍，持續不斷的播放兩小時之久。疼子心切的母親出聲制止他們，說道「毋通予阮阿修唱遐久啦（不要讓我家阿修唱那麼久啦）！」
葉啟田17歲開始以《內山姑娘》、《墓仔埔也敢去》走紅歌壇，21歲獲選為「寶島歌王」，從此奠定個人在歌壇的地位，一生唱紅歌曲無數。當台語歌式微與市場低迷之際，因其堅持與努力，而促成台語歌曲的「文藝復興」。在他長達40多年的歌唱生涯間，曾經從如雷的掌聲中，突然墜落在刀光血影裏。因官司纏身，經歷一連串的逃亡，1977年6月12日29歲曾經犯下「教唆殺人罪」，1982至1985年間入獄服刑。出獄後，再出聲立刻轟動，1988年在吉馬唱片以《愛拚才會贏》再造個人與歌壇的新高山，成為國、台語歌壇的龍頭巨星。其一生高潮迭起，大浮大沉，極富戲劇性與啟發性。
1980年代，啟航影視錄影秀《王牌登場》以葉啟田為主秀。

### 從政
1991年，葉啟田成立全國民主非政黨聯盟。
葉啟田選過4次立法委員，為了選舉而負債新台幣近億元。很多人認為，當上立委就會發財。但葉啟田說，他的服務處開銷一個月就要新台幣100多萬元，根本是在倒貼，所以希望專輯能為他還債。
2001年中華民國立法委員選舉參選期間，葉啟田坦承，從事政治很辛苦，如果把這些心力都用在唱歌，錢會賺2倍。葉啟田強調，嘗試再選一次，不管有沒有當選，將再不競選；如果當選，就為民服務4年，不然他會去選擇社會服務的工作。
因為選舉，葉啟田和老婆劉嘉芬離異。幾年下來，2人的感情似乎有復合的希望。葉啟田說，他還是像以前一樣會帶老婆、女兒出去玩，最近劉嘉芬和他似乎都在期待一句話，不過這句話已經想了2年，他不知道該向她說「對不起，我錯了」還是「請回來」，因為夫妻之間實在不能講什麼道理、沒有道理可循。但是2005年新專輯裡有兩首歌「內心艱苦」、「痛苦女人心」是葉啟田唱給劉嘉芬的心聲，希望她能懂他的心。
葉啟田說︰「唱了30多年，原本我的存款一度擁有1億多台幣，但是這些錢後來全都花在選舉上，不僅一毛不剩；而我跟朋友調度的錢，也越積越多，現在已經破億了。我在想，我這輩子到底有沒有機會還清這些款項？」 葉啟田說，他兩任立委下來，每個月開銷70幾萬，還不算定期要舉辦一些活動的經費，以他立委的薪水來算，根本是入不敷出，再加上為了他的選舉，朋友陸續贊助上千萬的金額，累積下來，就是最後這1億2千萬的驚人數字！
2008年中華民國總統大選時，葉啟田公開替中國國民黨總統候選人馬英九站台支持，並演唱競選歌曲《台灣向前行》。
2018年九合一選舉時，葉啟田公開支持國民黨高雄市市長候選人韓國瑜，並為他站台獻唱。
2020年4月29日，內政部公告，因未依《政黨法》補正完成，廢止全國民主非政黨聯盟的備案。

## 選舉紀錄
| 年度 | 選舉屆數           | 選舉區           | 所屬政黨           | 得票數 | 得票率 | 當選標記 | 備註 |
| ---- | ------------------ | ---------------- | ------------------ | ------ | ------ | -------- | ---- |
| 1992 | 第二屆立法委員選舉 | 臺北縣選舉區     | 無黨籍             | 37,317 | 2.68%  |          |      |
| 1995 | 第三屆立法委員選舉 | 臺北縣選舉區     | 無黨籍             | 34,803 | 2.46%  |          |      |
| 1998 | 第四屆立法委員選舉 | 臺北縣第一選舉區 | 全國民主非政黨聯盟 | 26,864 | 6.49%  |          |      |
| 2001 | 第五屆立法委員選舉 | 臺北縣第一選舉區 | 全國民主非政黨聯盟 | 22,784 | 4.57%  |          |      |

## 專輯
| 發行日期 | 專輯名稱           | 唱片公司 | 曲 目 |
| -------- | ------------------ | -------- | --- |
| 1975年   | 三年前的我         | 麗歌唱片 | 三年前的我曲目 1. 三年前的我 2. 男女之間 3. 思念故鄉的情人 4. 悲哀的戀夢 5. 為你相思 6. 可愛的人 7. 草根大使 8. 痴情的男性 9. 綿綿情絲斷祙離 10. 媽媽交代的話 11. 一顆流星 12. 我是行船人 |
| 1985年   | 忍                 |          | 忍曲目 1. 忍 2. 思鄉的人 3. 夢中 4. 最後一班夜快車 5. 台北落雨暝 6. 思鄉的男兒 7. 愛的代價 8. 純情夢 9. 天星伴天涯 10. 檳榔姑娘 11. 霧夜華爾滋 12. 歡喜飲一杯                             |
| 1986年   | 乾一杯             |          | 乾一杯曲目 1. 乾一杯 2. 內山的姑娘 3. 情淚 4. 思慕的人 5. 媽媽請您也保重 6. 戀歌 7. 看著你想著伊 8. 茫霧之戀 9. 可憐戀花再會吧 10. 心所愛的人 11. 再會夜都市 12. 乾一杯(卡拉)             |
| 1987年   | 男性的本領         |          | 男性的本領曲目 1. 男性的本領 2. 再會啦 ! 再會 3. 相逢在夢中 4. 可愛的姑娘 5. 星星知我心 6. 寶島曼波 7. 草地老阿伯 8. 心痛 9. 決心放祙記 10. 悲情的城市 11. 對面姑娘 12. 送給媽媽的歌      |
| 1987年   | 可憐的人           |          | 可憐的人曲目 1. 可憐的人 2. 男兒的心情 3. 真冤枉 4. 失戀的滋味 5. 內山姑娘要出嫁 6. 霧夜的燈塔 7. 奮鬥的歌手 8. 沉重的腳步 9. 大家來聽故事 10. 破鏡難重圓 11. 愛某不驚艱苦 12. 落大雨彼日 |
| 1988年   | 愛拚才會贏         |          | 愛拚才會贏曲目 1. 浪子的心情 2. 愛拼才會贏 3. 初戀的愛人 4. 咱二人的愛 5. 男兒哀歌 6. 天涯流浪兒 7. 最後的探戈 8. 男子漢的愛 9. 請你信賴我 10. 戀愛時代 11. 看破的愛 12. 真快樂           |
| 1989年   | 成功的條件         |          | 成功的條件曲目 1. 成功的條件 2. 向前衝 3. 故鄉的阿母 4. 龍捲風 5. 漂浪行船人 6. 素蘭小姐要出嫁 7. 為你打拼 8. 他鄉流浪兒 9. 有酒矸通賣無 10. 放浪人生 11. 十八姑娘當青春 12. 一生只為你   |
| 1991年   | 故鄉               |          | 故鄉曲目 1. 故鄉 2. 免喝人先醉 3. 朋友情 4. 慈母心 5. 船上的小姐 6. 難忘的人 7. 故鄉(凃惠源編曲) 8. 真情乎人出賣 9. 思慕的形影 10. 古錐仔 11. 流浪找頭路 12. 綠島之夜                     |
| 1992年   | 天下一定是咱的     |          | 天下一定是咱的曲目 1. 天下一定是咱的 2. 內山姑娘嫁了後 3. 吉他情歌 4. 電話 5. 想 6. 媽媽請你不通痛 7. 緣分天註定 8. 故鄉的月娘 9. 無緣的愛 10. 男性的苦戀                                 |
| 1992年   | 野鳥               |          | 野鳥曲目 1. 野鳥 2. 回鄉的我 3. 我真正愛你 4. 犧牲為著愛 5. 痴情的男性 6. 甘願 7. 戀愛滋味 8. 男兒思鄉的時拵 9. 江湖兄弟 10. 野鳥(卡拉)                                                   |
| 2001年   | 熱情               |          | 熱情曲目 1. 水雲煙 2. 痛苦女人心 3. 中範仔 4. 搭在胸坎的愛(vs曾心梅) 5. 內心艱苦 6. 熱情滾滾 7. 月娘在故鄉 8. 機會‧機會 9. 已經習慣 10. 做事起頭難                                        |
| 2005年   | 愛你未著我祝你幸福 |          | 愛你未著我祝你幸福曲目 1. 愛你未著我祝你幸福 2. 結婚 3. 一如當初 4. 問天問地 5. 愛就趁早 6. 花開的心晟 7. 沈重的腳步 8. 思慕的形影 9. 重回故鄉 10. 無緣的愛 11. 愛你未著我祝你幸福(卡拉)  |
| 2017年   | 十五暝的月台       |          | 十五暝的月台曲目 1. 瓊花 2. 十五暝的月台 3. 人生看頭前 4. 借問你 5. 情變掛 6. 尚美新娘 7. 離開才知傷心 8. 女人淚 9. 難忘的過程 10. 老店的滋味                                             |

## 電影
| 年份   | 片名               | 飾演   | 合作演員                                           |
| ------ | ------------------ | ------ | -------------------------------------------------- |
| 1966年 | 《內山姑娘要出嫁》 |        | 陳雲卿                                             |
| 1989年 | 《愛拚才會贏》     | 葉啟田 | 廖峻、葉全真、卓勝利、陳松勇、倪敏然、胡瓜、鄭進一 |

## 獎項
| 年份   | 獲提名                 | 獎項                               | 結果 |
| ------ | ---------------------- | ---------------------------------- | ---- |
| 1988年 | 《愛拼才會贏》         | 第一屆表演藝術金龍獎傑出歌藝演員獎 | 獲獎 |
| 1991年 | 《故鄉》               | 第3屆金曲獎最佳年度歌曲獎          | 提名 |
| 1991年 | 《故鄉》               | 第3屆金曲獎最佳演唱專輯獎          | 提名 |
| 1996年 | 《蝴蝶夢飛》           | 第7屆金曲獎最佳年度歌曲獎          | 獲獎 |
| 2006年 | 《愛你未著我祝你幸福》 | 第17屆金曲獎最佳台語男演唱人獎     | 提名 |

## 演唱會
| 年份   | 場次                 | 日期 |
| ------ | -------------------- | --- |
| 2010年 | 《愛拚才會贏演唱會》 | 2010年4月30日(五)5月1日(六) 台北國際會議中心 、5月8日(六) 台中中興大學惠蓀堂 2012年11月16日(六)-17(日)嘉義民雄國立中正大學(加場) |
| 2013年 | 《金色的人生演唱會》 | 2013年8月9日(五)、8月10日(六) 在台北國際會議中心、8月31日(六)台南成功大學、10月12日(六)台中中興大學惠蓀堂                        |
| 2017年 | 《驀然回首演唱會》   | 2017年3月18日(六)3月19日(日)臺北國際會議中心、4月8日(六)嘉義港坪體育館 、5月13日(六)台中中興大學惠蒸堂                           |